# Flonja Kodheli
Flonja Kodheli, est une actrice belge d'origine albanaise.

## Biographie
Elle obtient en 2013 le premier rôle dans Bota de Iris Elezi et Thomas Logoreci pour lequel elle reçoit les prix de meilleure comédienne au Albanian Film Week à New York et au See Festival à Paris. Le film reçoit par ailleurs le Fedora Award au Festival de Karlovy Vary.
Elle joue ensuite dans Vierge sous serment de Laura Bispuri, Sélection Officielle à la Berlinale 2015, Rimetti a noi i nostri debiti de Antonio Morabito, (pour Netflix) Exil de Visar Morina, et plus récemment dans la série de Romain Graf Helvetica, Meilleure fiction étrangère francophone au Festival de La Rochelle, dans laquelle elle interprète le rôle principal.

## Filmographie
- 2020 : Exil : Hatixhe
- 2019 : The Stork : Vezire
- 2019 : Helvetica : Tina
- 2018 : Exil : Hatixhe
- 2017 : Pardonne-nous nos dettes : Rina
- 2015 : Vierge sous serment : Lila
- 2014 : Bota : July
- 2014 : Amsterdam Express : Marta
- 2012 : Hors les murs : Elina , sœur d'Ilir

## Discographie
- « Hors les murs » de David Lambert
- « Chimio » de Pascal Colson
- « The waiting » de Roland Sejko

## Distinctions
- South East European Film Festival (SEEFF) de Berlin
  - Meilleure actrice pour son rôle de Julia dans le film Bota en 2016
  - Prix d'Interprétation pour Symposium au See Festival Berlin 2014